# Tom Meeten
Tom Meeten (Northampton, 30 de abril de 1974) é um comediante, ator e escritor britânico.